# Cratere Kästner
Kästner è un grande cratere lunare di 116,07 km situato nella parte sud-orientale della faccia visibile della Luna.
Il cratere è dedicato al matematico tedesco Abraham Gotthelf Kästner.

## Crateri correlati
Alcuni crateri minori situati in prossimità di Kästner sono convenzionalmente identificati, sulle mappe lunari, attraverso una lettera associata al nome.
| Kästner | Coordinate           | Diametro (in km) |
| ------- | -------------------- | ---------------- |
| A       | 4°30′00″S 77°16′12″E | 24,4             |
| B       | 6°15′00″S 80°42′36″E | 19,31            |
| C       | 7°56′24″S 76°53′24″E | 22,12            |
| E       | 8°03′36″S 77°37′12″E | 11,88            |
| G       | 3°40′48″S 79°21′00″E | 95,66            |
| R       | 6°54′00″S 82°10′12″E | 16,98            |
| S       | 7°59′24″S 83°06′00″E | 29,18            |